# مسکویت (نوادا)
مسکویت، نوادا (انگلیسی: Mesquite, Nevada) در نوادای ایالات متحده آمریکا واقع است.